# Foolad Mobarakeh Sepahan SC
El Foolad Mobarakeh Sepahan Sport Club (persa: باشگاه فوتبال فولاد مبارکه ی سپاهان اصفهان) és un club de futbol iranià de la ciutat d'Esfahan.
L'equip és la secció de futbol del Foolad Mobarakeh Sepahan Sport Club i és propietat de la companyia Foolad Mobarekeh. Una altra secció destacada és la d'handbol.

## Història
L'any 1944, per iniciativa de Mahmoud Hariri es fundà el Shahin Isfahan, un club relacionat amb el Shahin FC de Teheran. El 1967 el Shahin de Teheran desaparegué i el Shahin d'Esfahan canivà el seu nom a Sepahan. El 1993 el club fou comprat per la cimentera Siman i l'any 2000 per passà a mans de la companyia Foolad Mobarekeh, quan aquesta comprà la cimentera. Fou el primer club de fora de la capital Teheran en guanyar la lliga iraniana. L'any 2007 fou finalista de la lliga de campions asiàtica.

## Palmarès
- Lliga iraniana de futbol: 5
  - 2002/03, 2009/10, 2010/11, 2011/12, 2014/15
- Copa Hazfi: 4
  - 2004, 2006, 2007, 2013

## Futbolistes destacats
- Ahmadreza Abedzadeh
- Moharram Navidkia
- Ali Shojaei
- Mahmoud Karimi Sibaki
- Rasoul Khatibi
- Hadi Aghily
- Majid Basirat
- Bahram Mavaddat
- Mahmoud Hariri
- Mahmoud Yavari
- Mohsen Garousi
- Mohsen Bengar
- Mohammad Reza Mahdavi
- Abbas Aghaei
- Edmond Bezik
- Hossein Kazemi
- Mehrdad Minavand
- Jalal Akbari
- Abdul-Wahab Abu Al-Hail
- Emad Mohammed Ridha
- Armenak Petrosyan
- Levon Stepanyan
- Kamil Susko

## Entrenadors
- Mahmoud Hariri
- Mahmoud Yavari
- Zdravko Rajkov (1977)
- Mahmoud Yavari
- Mansour Ebrahimzadeh
- Masoud Tabesh
- Firouz Karimi (1993)
- Rasoul Korbekandi
- Mahmoud Yavari
- Mehdi Monajati
- Hamid Nadimian
- Stanko Poklepović (2001-02)
- Farhad Kazemi (2002-05)
- Nasser Pourmehdi (interí)
- Stanko Poklepović (2005)
- Edson Tavares (2005-06)
- Luka Bonačić (2006-08)
- Karim Ghanbari (interí)
- Jorvan Vieira (2008)
- Engin Firat (2008)
- Hossein Charkhabi (2008)
- Farhad Kazemi (2008-09)
- Amir Ghalenoei (2009-)